# راجيندرا كامبل
راجيندرا كامبل (من مواليد 29 فبراير 1996) هو لاعب ألعاب قوى جامايكي في سباقات المضمار والميدان متخصص في دفع الجلة، أصبح البطل الوطني الجامايكي وحامل الرقم القياسي الوطني الجامايكي في رمي الجلة عام 2023، خلال مشاركته الأولى في دورة الألعاب الأولمبية فاز بالميدالية البرونزية في باريس في حدث دفع الجلة للرجال ضمن الألعاب الأولمبية الصيفية 2024 في باريس، فرنسا. ليحقق الجامايكي كامبل إنجازا تاريخيا  عندما أصبح أول لاعب في تاريخ جامايكا يحقق ميدالية في دفع الجلة بعد حصوله على الميدالية البرونزية في نهائي دفع الجلة للرجال، خلف الفائز بالميدالية الذهبية ثلاث مرات ريان كروسر من الولايات المتحدة ومواطنه الأمريكي جو كوفاكس، الذي حصل على الميدالية الفضية للمرة الثانية على التوالي في الألعاب الأولمبية.

## نشأته
التحق كامبل بمدرسة فيرنكورت الثانوية و كلية كينغستون في موطنه الأصلي جامايكا قبل أن يلتحق بكلية مجتمع مقاطعة كلاود في كانساس ثم جامعة ولاية ميسوري الجنوبية

## مسيرته الرياضية
فاز كامبل باللقب الوطني الجامايكي في عام 2023 بعد أن حسّن أفضل رقم شخصي له إلى 21.31، في مايو 2023. حقق كامبل رقمًا قياسيًا جديدًا في دفع الجلة على المستوى الوطني في جامايكا عندما سدد مسافة 22.22 مترًا في مدريد بإسبانيا في يوليو 2023. تم اختياره لتمثيل جامايكا في بطولة العالم لألعاب القوى 2023 في بودابست في أغسطس 2023 حيث تأهل للنهائي لكنه لم يسجل رمية قانونية.
في فبراير 2024، تنافس لصالح جامايكا في بطولة العالم لألعاب القوى داخل الصالات 2024 في غلاسكو لكنه لم يسجل رمية قانونية.
في يوليو 2024، تم اختياره رسميًا للفريق الجامايكي في للمنافسة في حدث دفع الجلة للرجال في دورة الألعاب الأولمبية في باريس 2024. في الألعاب، تأهل إلى النهائي برميته القانونية الوحيدة في التصفيات والتي بلغت 21.05 مترًا. حسّن ذلك في النهائي إلى 22.15 مترًا وفاز بالميدالية البرونزية. عادل الأمريكي جو كوفاكس رقم كامبل البالغ 22.15 مترًا، لكنه مُنح الميدالية الفضية لثاني أفضل رمية. كان لكامبل رميتان قانونيتان في النهائي، وكان ثاني أفضل رمية له 20.00 مترًا.. في سبتمبر 2024 في زغرب، وسع الرقم القياسي الوطني الجامايكي في دفع الجلة إلى 22.31 مترًا.
تم اختياره ضمن الفريق الجامايكي لبطولة العالم لألعاب القوى داخل الصالات 2025 في نانجينغ في مارس 2025. في مايو 2025، حصل على المركز الثاني في ملتقى محمد السادس الدولي لألعاب القوى بالرباط 2025، برمية بلغت 21.95 مترًا. احتل المركز الثالث في بطولة الدوري الماسي في الحفل الذهبي 2025 في روما في 6 يونيو 2025.